# 矢吹駆
矢吹 駆（やぶき かける）は、笠井潔の探偵小説「矢吹駆シリーズ」に登場する架空の人物である。
笠井の小説家としてのデビュー作『バイバイ、エンジェル』から登場する経歴不明の青年で、1970年代のパリを主要舞台に物語が展開される。本シリーズの特色はいくつかあるが、とりわけ異彩を放っているのはカケルと実在の思想家や哲学者らをモデルにした事件関係者との討論で、その論題は事件に関連するイデオロギー、神学、哲学等である。また事件の背景になっている文学、思想哲学、文化芸術や中世から近現代のヨーロッパ史に渡る衒学趣味が披瀝されている。事件は一作ごとに解決されるが、記述者であるナディア・モガールが異邦人の青年へ心が傾斜していく過程と、事件の背後で暗躍する宿敵ニコライ・イリイチとの対決の構図がシリーズを通してのストーリーになる。黄金期本格ミステリのコードを継承しながら人文学と物語性を取り入れた、独創性な現代ミステリの先駆けである。

## 人物

### 前歴
その素性は長らく謎に包まれていたが、少なくとも1960年代に日本で一連の大学闘争に関わり、投獄されたことは確かである。その後チベットでの生活で心の平安を得るも、導師に「俗世に戻って悪と戦え」と言われたのを機に再び大陸を放浪し、フランスにたどり着く。修道士のような簡素な生活を送りながら、パリ大学の哲学講座に聴講生として出席している。

### 家族関係
シリーズ第四作『哲学者の密室』の終盤では、初めてカケル自身が家族関係を明かしている。祖父は戦前にドイツに留学した後、危険思想で摘発され獄死したこと（故にそれなりの階級の出であると思われる）、父親は終戦直前に乗艦していた潜水艦が撃沈され戦死した語っており、シリーズ中の年齢は20代後半と推察される。

### 容姿
外見は語り手かつワトソン役のナディア・モガール曰く「ツタンカーメンを思わせる東洋の貴公子のような顔立ち」。具体的には肩まで伸びた少しウェーブのある黒髪に、こめかみに切れ込むような大きく切れ長な目、整った鼻筋にやや厚めの唇を持つ。

### 探偵履歴
当初、引きこもるような生活をしているが、行動力旺盛なナディアに引きずられるような形で事件に関わっていく。シリーズが進むにつれて事件の裏に潜む黒幕ニコライ・イリイチとの対決を望むようになる。

### 探偵流儀
最大の特徴は、彼の提唱する「現象学的推理」である。
矢吹自身には事件を解決しようという意思はなく、ただ一連の事件を「現象｣として、哲学的に捉える点にある。ゆえに、たとえ連続殺人が発生しても一連の殺しが終了するまでは捜査に関心を示さない。そして事件が終了した時点で「本質的直観」に基づき、事件を心理を排除した一連の現象として推察し、真相を解き明かす。そこに「連続殺人」を止めようという意思は存在しないため、たとえば金田一耕助もののように、「名探偵であるにもかかわらず、殺人が終了するまで事件を解決できない」と一部の探偵小説に対して揶揄されるような論法は無力となる。

## 書籍
フランス篇
- 1.『バイバイ、エンジェル 』角川書店 1979年7月 / 角川文庫 1984年3月 / 創元推理文庫 1995年5月
- 2.『サマー・アポカリプス 』角川書店 1981年10月 / 角川文庫 1984年6月 (改題『アポカリプス殺人事件』) / 創元推理文庫 1996年3月
- 3.『薔薇の女』角川書店 1983年3月 / 角川文庫 1987年12月 / 創元推理文庫 1996年6月
  - 『天使・黙示・薔薇　笠井潔探偵小説集』作品社 1990年12月 (上記三作の合本)
- 4.『哲学者の密室』 光文社 1992年8月 / カッパノベルス【上下巻】1996年7月 / 光文社文庫【上下巻】1999年3月 / 創元推理文庫 2002年4月
- 5.『オイディプス症候群』光文社 2002年3月 / カッパノベルス 2006年10月 / 光文社文庫【上下巻】2008年11月 / 創元推理文庫 2022年11月
- 6.『吸血鬼と精神分析』光文社 2011年10月 / カッパノベルス 2013年7月 / 光文社文庫【上下巻】2015年7月

　　※連載時タイトルは『吸血鬼の精神分析』「ジャーロ」13号 (2003年9月) - 31号 (2008年3月)
- 7.『煉獄の時』「別冊文藝春秋」2008年9月号 (2008年8月) - 2010年5月号 (2010年4月)、2022年9月 文藝春秋
- 8.『夜と霧の誘拐』「メフィスト」2010年Vol.1 (2010年4月) - 2010年Vol.3 (2010年12月)、 2025年４月講談社
- 9.『魔の山の殺人』「ミステリーズ!」Vol.50 (2011年12月) - Vol.71 (2015年6月) 連載終了 全14回 単行本未刊
- 10.『屍たちの昏い宴』「ジャーロ」Vol.60 (2017年6月) - 連載中

第0作
- 0.『熾天使の夏』講談社 1997年7月 / 講談社文庫 2000年12月 / 創元推理文庫 2008年10月

日本篇
- 『青銅の悲劇 瀕死の王』講談社 2008年 / 講談社ノベルス 2010年7月 / 講談社文庫【上下巻】2012年10月